# 熊野正士
熊野 正士（くまの せいし、1965年〈昭和40年〉4月19日 - ）は、日本の政治家、医師（放射線科）、医学博士。
農林水産大臣政務官（菅義偉内閣・第1次岸田内閣）、参議院議員（2期）などを歴任。

## 経歴
兵庫県姫路市生まれ。姫路市立曽左小学校、三原市立第二中学校、広島県立三原東高等学校卒業。1990年に愛媛大学医学部卒業。1997年に愛媛大学大学院（医学研究科・博士課程）修了。医学博士を取得。
愛媛大学医学部附属病院、松山赤十字病院、大阪大学医学部附属病院、近畿大学医学部附属病院で放射線科医を務める。
2016年7月10日執行の第24回参議院議員通常選挙に比例区から出馬し初当選を果たす（個人票：605,225票）。
2022年5月、ロシアのウクライナ侵攻に伴うロシア政府による日本への報復措置（ロシア連邦への日本政府の政策に対する報復措置に関してのロシア外務省声明）によって、ロシア連邦への入国を恒久的に禁止された。
2022年7月10日執行の第26回参議院議員通常選挙に比例区から出馬、再選を果たす（個人票：269,048票）。
同年9月30日、参議院議員を辞職（後述）。

## 不祥事
2022年9月6日に、「文春オンライン」と「デイリー新潮」は、熊野が社会福祉団体幹部の50代独身の女性にセクハラ行為を行い、卑猥（ひわい）なLINEを送り続けたとの記事を配信した。自身と女性のそれぞれの性器を細かく描写したLINEの投稿の画像が両ウェブサイトに掲載された。熊野が体調不良のため入院していることも明らかとされた。「文春オンライン」は、セクハラ被害を受けたとされる女性が創価学会の2世信者であることを明かし、「女性はこの件を公明党の北側一雄副代表に訴えており、公明党の首脳部は遅くとも2022年5月には熊野氏のトラブルを把握していた」「公明党は熊野氏をそのまま2022年7月の参議院選挙の公認候補者として出馬させた」と報じた。2022年9月8日に、週刊誌「週刊文春」と週刊誌「週刊新潮」の最新号が発売。2022年9月9日に、公明党は、両誌による「熊野のセクハラ行為を公明党幹部が隠蔽し、口封じした」との報道が名誉毀損行為に当たるとして、発行元の出版社の文藝春秋と新潮社の2社に対して、それぞれ損害賠償の支払いと名誉毀損の謝罪広告の掲載を求める訴訟を東京地方裁判所に起こした。
2022年9月29日午後に、熊野氏は家族らと面談し、議員辞職の意思を示した。同日夜、石井啓一幹事長ら公明党の幹部が熊野の家族から辞職願を預かった。2022年9月30日に、参議院議長へ辞職願が提出され、議員辞職が許可された。同日、公明党の石井幹事長は記者会見を開き、「本人は週刊誌報道を事実として認めて辞職したわけではない」と述べた。熊野の妻は相手女性に対し、法的措置を行った。
2024年10月24日、公明党の新潮社に対する訴訟の判決が東京地裁で言い渡され、請求が棄却された。判決では、熊野のセクハラを認定した上で、新潮側が入手した被害者と熊野や党関係者とのLINEのやりとりは、党代表の山口那津男が「事実を公表すると選挙の議席数に悪影響が出る」と述べたとする記事内容と整合し、新潮側が真実と信じた相当な理由があると判断した。公明党の代理人弁護士の佐藤博史は「安易に週刊新潮サイドの言い分を認めたものであり、著しく不当」として、控訴する方針を示した。